# Judo vid olympiska sommarspelen 1980
Resultat från tävlingarna i judo under olympiska sommarspelen 1980.

## Medaljsummering

### Medaljtabell
| Pl.    | Nation          | Guld | Silver | Brons | Totalt |
| ------ | --------------- | ---- | ------ | ----- | ------ |
| 1      | Sovjetunionen   | 2    | 1      | 2     | 5      |
| 2      | Frankrike       | 2    | 1      | 1     | 4      |
| 3      | Östtyskland     | 1    | 0      | 4     | 5      |
| 4      | Belgien         | 1    | 0      | 0     | 1      |
| 4      | Italien         | 1    | 0      | 0     | 1      |
| 4      | Schweiz         | 1    | 0      | 0     | 1      |
| 7      | Kuba            | 0    | 3      | 0     | 3      |
| 8      | Bulgarien       | 0    | 1      | 1     | 2      |
| 8      | Storbritannien  | 0    | 1      | 1     | 2      |
| 8      | Mongoliet       | 0    | 1      | 1     | 2      |
| 11     | Ungern          | 0    | 0      | 2     | 2      |
| 12     | Tjeckoslovakien | 0    | 0      | 1     | 1      |
| 12     | Nederländerna   | 0    | 0      | 1     | 1      |
| 12     | Polen           | 0    | 0      | 1     | 1      |
| 12     | Jugoslavien     | 0    | 0      | 1     | 1      |
| Totalt | Totalt          | 8    | 8      | 16    | 32     |

### Herrar
| Event                               | Guld                             | Silver                         | Brons                                                          |
| Extra lättvikt (60 kg) Detaljer...  | Thierry Rey Frankrike            | José Rodríguez Kuba            | Aramby Emizh Sovjetunionen Tibor Kincses Ungern                |
| Halv lättvikt (65 kg) Detaljer...   | Nikolaj Soloduchin Sovjetunionen | Tsendiin Damdin Mongoliet      | Ilian Nedkov Bulgarien Janusz Pawłowski Polen                  |
| Lättvikt (71 kg) Detaljer...        | Ezio Gamba Italien               | Neil Adams Storbritannien      | Ravdangiin Davaadalai Mongoliet Karl-Heinz Lehmann Östtyskland |
| Halv mellanvikt (78 kg) Detaljer... | Sjota Chabareli Sovjetunionen    | Juan Ferrer Kuba               | Harald Heinke Östtyskland Bernard Tchoullouyan Frankrike       |
| Mellanvikt (86 kg) Detaljer...      | Jürg Röthlisberger Schweiz       | Isaac Azcuy Kuba               | Detlef Ultsch Östtyskland Aleksandrs Jackevičs Sovjetunionen   |
| Halv tungvikt (95 kg) Detaljer...   | Robert Van de Walle Belgien      | Tengiz Chubuluri Sovjetunionen | Dietmar Lorenz Östtyskland Henk Numan Nederländerna            |
| Tungvikt (+95 kg) Detaljer...       | Angelo Parisi Frankrike          | Dimitar Zaprianov Bulgarien    | Radomir Kovačević Jugoslavien Vladimír Kocman Tjeckoslovakien  |
| Öppen klass Detaljer...             | Dietmar Lorenz Östtyskland       | Angelo Parisi Frankrike        | Arthur Mapp Storbritannien András Ozsvár Ungern                |